# Союз 12
Союз 12 е съветски пилотиран космически кораб.

## Екипаж

### Дублиращ
- Василий Лазарев (1) – командир
- Олег Макаров (1) – бординженер

### Резервен
- Алексей Губарев – командир
- Георгий Гречко – бординженер

### Основен
- Пьотър Климук – командир
- Виталий Севастянов – бординженер

## Параметри на мисията
- Маса: 6720 kg
- Перигей: 306 km
- Апогей: 348 km
- Наклон на орбитата: 51,0°
- Период: 91,0 мин

## Програма
Основната цел на полета е изпитания на модифицирания космически кораб (Союз 7К-Т) и на спасителните скафандри „Сокол“. Скафандрите са предназначени за спасяване на екипажа при евентуална аварийна разхерметизация, причинила смъртта на екипажа в предишния пилотиран полет. От този момент нататък при излитане и кацане на космическия кораб космонавтите са винаги облечени с тях. Заради размерите на новия скафандър броят на космонавтите е намален до двама.